# Riforma Gentile
La riforma Gentile è una serie di atti normativi del Regno d'Italia che costituì una riforma scolastica organica. Prese il nome dall'ispiratore, il filosofo neoidealista Giovanni Gentile, ministro della pubblica istruzione del governo Mussolini nel 1923, che la elaborò con la collaborazione di Giuseppe Lombardo Radice.
«La più fascista» delle riforme, come la definì Mussolini, rimase in vigore nelle sue linee essenziali anche dopo l'avvento della Repubblica, fino a quando il Parlamento italiano, con la legge 31 dicembre 1962 n. 1859, abolì la scuola di avviamento professionale creando la cosiddetta scuola media unificata.

## Intenti della riforma
Secondo lo studioso tedesco Jürgen Charnitzky, i «concetti essenziali» della politica scolastica e sociale di Gentile, cui si ispirerà la riforma del 1923, si trovano già chiaramente esposti nel saggio del 1902 L'unità della scuola media e la libertà degli studi. In questo scritto Gentile propugnava una concezione elitaria, antimoderna e dichiaratamente antidemocratica dell'istruzione superiore, il cui accesso, secondo il filosofo, doveva rimanere riservato agli allievi di maggiore talento oppure a quelli di famiglia facoltosa:
Fra gli obiettivi della riforma dichiarati dallo stesso filosofo vi era la riduzione del numero complessivo degli allievi nelle scuole medie e superiori. In un'intervista del 1923 Gentile così rispondeva alle preoccupazioni diffuse, al riguardo, fra i genitori degli alunni: 
Uno dei cardini della politica scolastica di Gentile, non appena assunta nel 1922 la carica di ministro della pubblica istruzione, fu di rivalutare nelle scuole e nelle università «quei principi che erano stati profondamente scossi nel disordine politico degli anni precedenti: rispetto della legge, ordine, disciplina, obbedienza all'autorità dello Stato.»
Oltre all'autoritarismo e al classismo, la riforma Gentile era improntata a un accentuato maschilismo. Charnitzky scrive che l'aumento della popolazione femminile nelle scuole pubbliche medie e superiori, verificatosi già a partire dagli ultimi decenni dell'Ottocento, costituiva per Gentile «una minaccia per il modello sociale da lui difeso, nel quale una rigorosa divisione dei ruoli e del lavoro fra i ceti sociali e fra i due sessi era uno degli elementi indispensabili». Già nel 1918 Gentile aveva paventato che la scuola media pubblica sarebbe stata rovinata dall'afflusso di allieve di sesso femminile, che il filosofo riteneva moralmente e intellettualmente inferiore a quello maschile, ossia che detta scuola sarebbe stata
Charnitzky commenta scrivendo che questa di Gentile era una «pedagogia patriarcale, retrograda anche rispetto alla legge Casati». 
Fecero comunque parte del profilo della riforma alcune disposizioni di carattere più progressista, ma destinate a rimanere non molto di più che mere dichiarazioni di principio, rivolte soprattutto all'infanzia e alla preadolescenza, come l'istituzione della scuola materna e l'innalzamento dell'obbligo scolastico. Scrive Charnitzky che fu senz'altro un progresso l'estensione «dell'obbligo scolastico ai ciechi e ai sordomuti per la cui istruzione il ministero mise a disposizione annualmente 2 milioni di lire».

## Le norme
La riforma prese le mosse dalla legge n. 1601/1922, la c.d. legge dei pieni poteri, che per un anno conferiva al Governo il potere di emanare decreti di rango legislativo con una sinteticissima indicazione dei principi guida da seguire ("ridurre le funzioni dello Stato, riorganizzare i pubblici uffici ed istituti, renderne più agili le funzioni e diminuire le spese").
- Legge 3 dicembre 1922, n. 1601 (delega per la riforma della pubblica amministrazione);
- R.D. 16 luglio 1923, n. 1753 (Ministero dell'istruzione);
- R.D. 31 dicembre 1923, n. 3126 (obbligo scolastico);
- R.D. 31 dicembre 1923, n. 3106 (scuola materna);
- R.D. 1º ottobre 1923, n. 2185 (scuola elementare);
- R.D. 6 maggio 1923, n. 1054 (scuola media di 1º e 2º grado e convitti nazionali);
- R.D. 30 settembre 1923, n. 2102 (scuola superiore e università). In attuazione della riforma, fu approvato con regio decreto un nuovo regolamento universitario, con R.D. 6 aprile 1924, n. 674. Successivamente, ciascun ateneo si dotò di un nuovo statuto, ciascuno approvato con regio decreto avente sempre valore regolamentare (ad es. l'Università di Roma si dotò di un nuovo statuto approvato con R.D. 14 ottobre 1926, n. 2319).

## Tre gradi del ciclo unico di scuola elementare

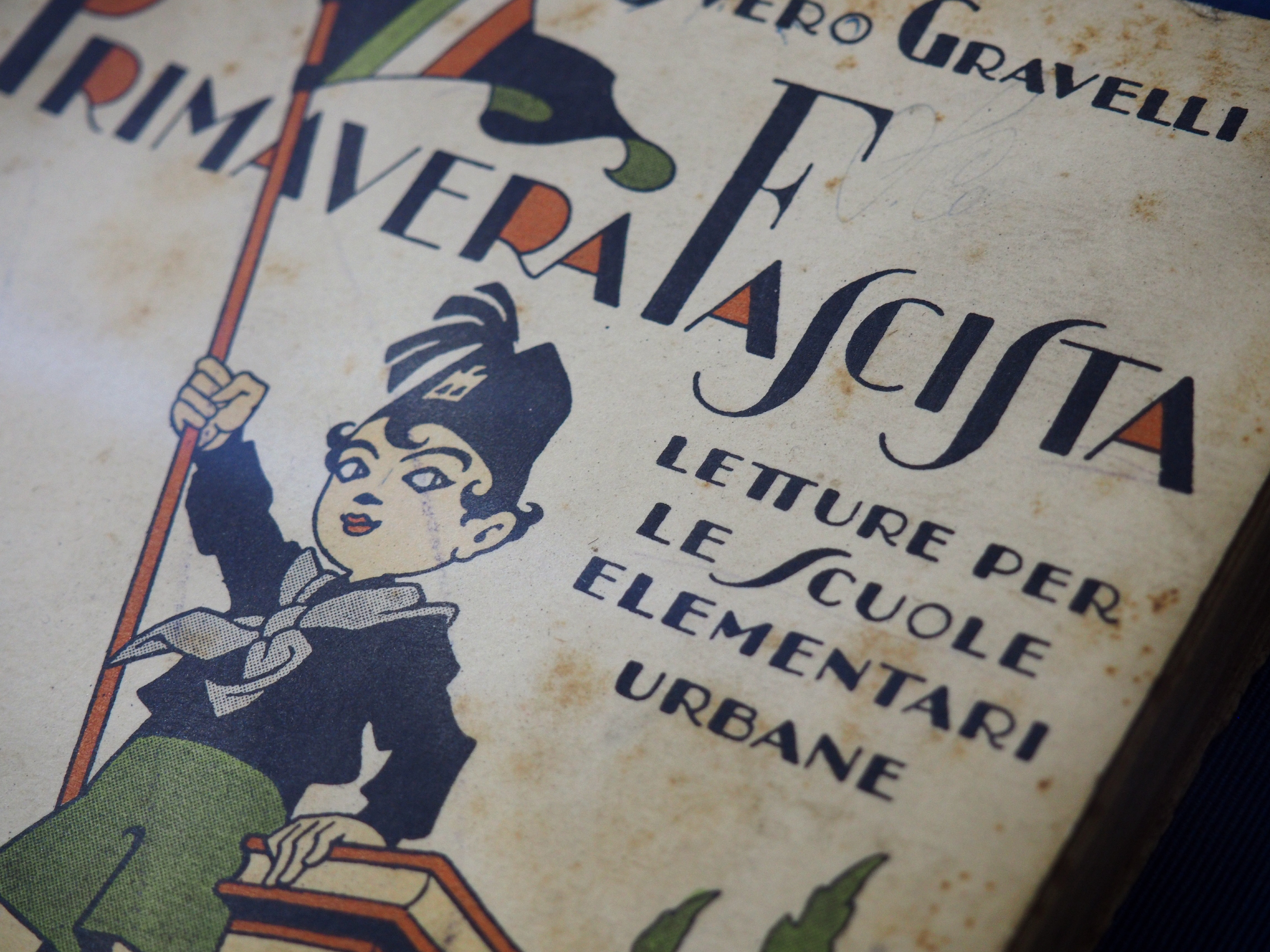
Primavera Fascista, Letture per le scuole elementari urbane, libro per le scuole elementari dell'esponente fascista Asvero Gravelli, 1929.

Come strutturata nel R.D. n. 2185/1923, la scuola elementare si distingueva in un ciclo unico con tre gradi: grado preparatorio (3 anni), inferiore (3 anni), superiore (2 anni).
La riforma (con il R.D. n. 3106/1923) trasformò gli asili d'infanzia, ora chiamati scuole materne, facendone istituzioni di preparazione alla scuola elementare; ne fu potenziato lo sviluppo con un apposito stanziamento annuale di cinque milioni di lire. Scrive Charnitzky che la «educazione prescolastica, dal carattere prevalentemente ludico-creativo, aveva lo scopo di promuovere lo sviluppo della personalità del bambino, incoraggiandone la spontanea espressione dell'esperienza estetica del suo mondo. [...] Nello stesso tempo si dovevano costruire i primi elementi del sapere e correggere cautamente i pregiudizi e le superstizioni popolari». Era previsto che il personale insegnante delle scuole materne fosse formato in «sei scuole di metodo statali, con l'inclusione delle scuole magistrali per educatrici dell'infanzia, opportunamente modificate, annesse agli asili sperimentali di Milano, Fossombrone e Marcianise».
Il ciclo unico elementare terminava all'età di 14 anni. Tuttavia, il nuovo obbligo scolastico restava non attuato in gran parte del territorio: nelle province annesse nulla è innovato circa l'obbligo scolastico (art. 24) e in alcuni luoghi potevano non essere istituite le classi del ciclo superiore (art. 8). 
Era previsto un esame con certificazione finale (art. 13): alle classi terza e quinta, ed uno di adempimento dell'obbligo scolastico e speciale idoneità al lavoro nell'ultimo anno frequentato.
L'anno scolastico durava dieci mesi, con almeno 140 giorni di docenza effettiva e completa per maestro (art. 14 e 15). Dove l'istruzione era impartita a turni le ore erano dimezzate e se le sezioni erano più di due con diverso programma erano ulteriormente ridotte a cinque ore per turno (art. 24).
Calendario ed orario delle lezioni, periodi di vacanza erano decisi dai direttori dei circoli didattici, in base alle esigenze locali.
Le scuole erano separate in maschili e femminili: a queste ultime era aggiunto in tutte le classi il lavoro donnesco e nel ciclo superiore l'economia domestica accompagnata da opportune esperienze.
Le classi dopo il quinto anno avevano il nome di classi integrative di avviamento professionale (dalla sesta alla ottava). 
Nel transitorio per quelle esistenti (ma poi anche successivamente), il Provveditore poteva sopprimere la scuola se non era frequentata ovvero se mezzi e docenti non erano idonei alla istruzione professionale (art. 2).
La classe sesta era l'ultimo anno del ciclo inferiore, ma aveva programmi e organizzazione comune (spesso in pluriclassi e maestro unico) con il ciclo superiore di due anni (classe settima e ottava).
Dal quinto anno valevano maestro unico e pluriclassi (non miste), con unico orario e programma, salvo eccezioni numeriche non regolate per legge, divise soltanto per le esercitazioni nelle materie professionalizzanti.
Ad esse potevano aggiungersi degli ulteriori:
- corsi di lezione proposti dal Consiglio Scolastico per esigenze locali ed autorizzate dal Provveditore (art. 10); (sempre dalla sesta alla ottava classe)
- corsi di esercitazione, professionali, ma programmati e finanziati (aprendo capitoli di spesa vincolati a bilancio) dai Comuni di concerto con altri enti, comprese le provincia. Se non erano istituiti all'interno di una scuola media professionale statale già esistente, ma creando scuole professionali popolari comunque denominate non c'era equiparazione automatica del titolo di studio (art. 2 con art. 10).

L'equiparazione poteva essere concessa dal Regio Provveditore, caso in cui la scuola perdeva l'autonomia e passava alla dipendenza didattica dello stesso.
Religione di Stato (cattolica)
A fondamento e coronamento dell'istruzione elementare in ogni suo grado era previsto l'insegnamento della religione cattolica, materia obbligatoria a partire dalla prima classe, tramite docenti dichiarati idonei dall'autorità ecclesiastica, eccetto il caso in cui i genitori dichiarino di volervi provvedere personalmente. Charnitzky scrive che «in pratica il decreto di riforma lasciava l'ultima parola alle autorità religiose, fatto che, a dispetto di tutte le buone intenzioni didattiche, non significava altro che una continuazione del tradizionale insegnamento del catechismo».
I primi due anni d'indottrinamento cattolico durante il ciclo inferiore (quarta e quinta elementare) avevano in programma, sotto la vigilanza sacerdotale in classe, un intenso studio della religione: agiografia, dogmi e morale con riferimento al Vangelo, sacramenti e rito, elementi della prassi religiosa.
Il diritto di rinuncia quindi era inteso come facoltà di scelta per una educazione familiare all'unica religione di Stato. Non era previsto l'insegnamento di altre confessioni religiose, oppure di corsi sostitutivi nell'orario di religione, perciò l'alunno doveva rimanere in classe durante l'ora di religione. 
Minoranze linguistiche
L'insegnamento di tutte le materie poteva essere svolto esclusivamente in lingua italiana.
Per gli alunni alloglotti era obbligatorio l'insegnamento della seconda lingua in ore suprannumerarie, su richiesta della famiglia (artt. 4 e 17). Di norma, era lo stesso maestro unico di madrelingua italiana, mentre in casi eccezionali autorizzati poteva essere un maestro alloglotta abilitato a insegnare la lingua italiana. La doppia abilitazione linguistica del maestro costituiva titolo preferenziale (art. 20). Dopo l'anno scolastico 1928/29 non esistette più l'insegnamento delle lingue slovena e croata nella Venezia Giulia e della lingua tedesca in provincia di Bolzano.
Programmi del grado preparatorio (r.d. 2185/1923 art. 7)
L'istruzione del grado preparatorio ha carattere ricreativo e tende a disciplinare le prime manifestazioni dell'intelligenza e del carattere del bambino.
- canto e audizione musicale;
- disegno spontaneo;
- giochi ginnici;
- facili esercizi di costruzione, di plastica e di altri lavori manuali: giardinaggio e allevamento di animali domestici;
- rudimenti delle nozioni di più generale possesso e correzione di pregiudizi e superstizioni popolari.

A conclusione di ognuno dei cicli è posto un esame: detto di promozione.
Programmi del grado inferiore (art. 8)

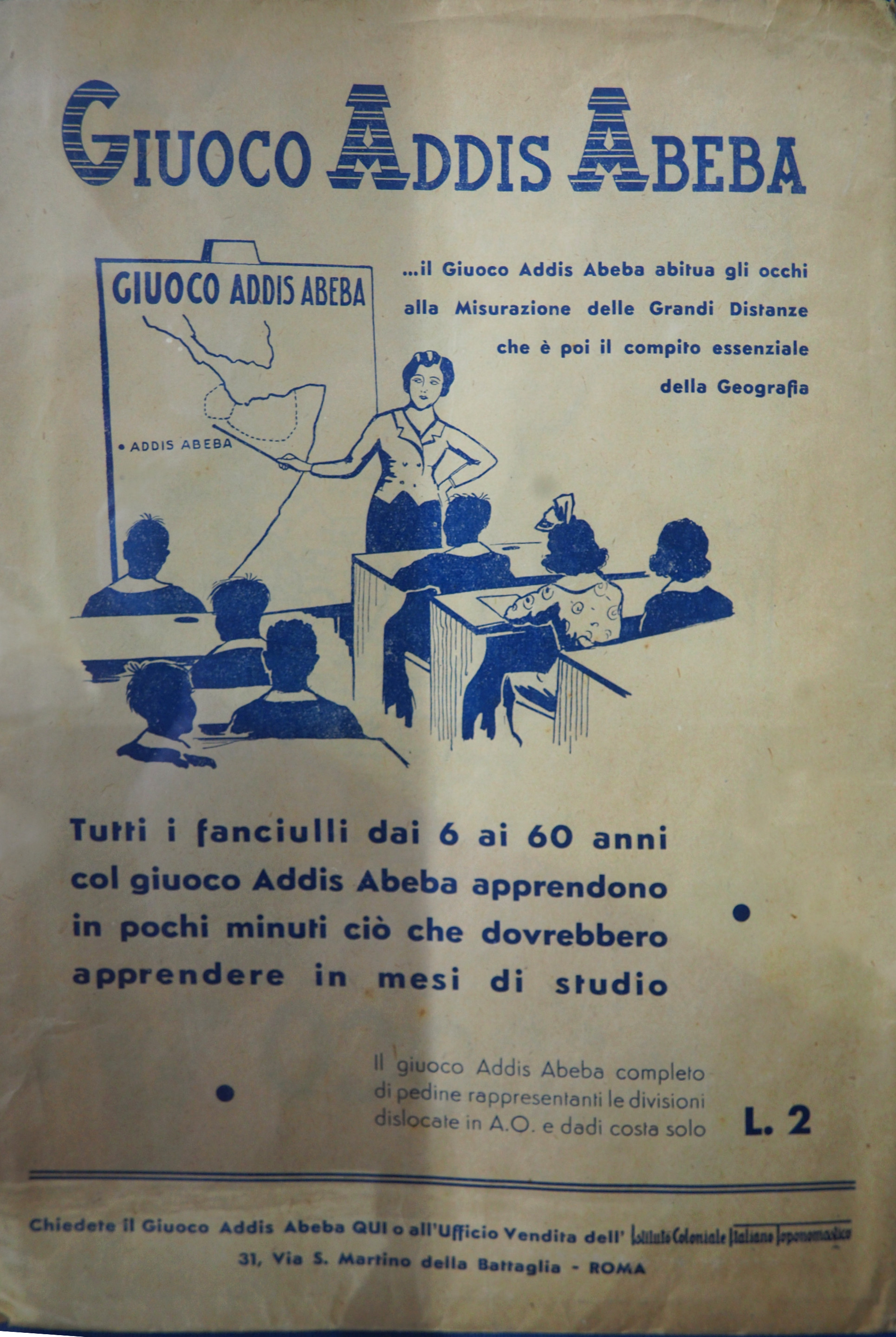
Gioco formativo Addis Abeba, per l'insegnamento della geografia in periodo fascista, ispirato all'ideale imperialista italiano degli anni '20.

L'accento era posto su canto, disegno interdisciplinare e ginnastica. Erano previsti l'aritmetica elementare e il sistema metrico, la traduzione del dialetto, il dettato, letture e scritture (anche Vangeli e storia sacra), rudimenti di geografia, inni nazionali e poesie apprese a memoria, storia del Risorgimento (se non era attivo il ciclo superiore).
Nei primi due anni era prevista una maggiore istruzione pratica: disegno applicato, educazione sanitaria ed elementi di scienze, letture per la vita domestica e sociale.
La geografia comprendeva nozioni sull'ordinamento centrale e locale dello Stato, geografia agricola ed economica, mercato del lavoro nei luoghi oggetto di flussi migratori interni.
Programmi delle classi dalla sesta all'ottava
Oltre alle materie del quarto e del quinto anno, oggetto di ampie letture, era prevista la frequenza di almeno tre materie biennali, formate da esercitazioni pratiche. I corsi erano scelti dagli studenti entro una rosa di materie programmate centralmente a livello nazionale, e finanziate dallo Stato per tramite dei Provveditorati (art. 2).
I corsi a scelta erano: disegno applicato ai lavori; plastica; elementi di disegno per le arti meccaniche; nozioni ed esercizi elementari di apparecchi elettrici di uso domestico; agraria ed esercitazioni agricole; esercizi fondamentali di apprendistato in un'arte manuale; nozioni ed esercizi marinareschi; taglio e cucito; cucina ed esercizi della buona massaia; ricamo; nozioni e pratica di contabilità.
A questi potevano aggiungersi i corsi istituiti da comuni, provincie e privati, di cui si è parlato inizialmente.

## Scuola media e secondaria
Poteva presentarsi all'esame di ammissione chi aveva compiuto almeno dieci anni di età (art. 72), scegliendo:
- il ginnasio, quinquennale (tre anni di corso inferiore e due anni di corso superiore, con esame intermedio di ammissione), che dava l'accesso al liceo di 3 anni (quello che sarebbe diventato in seguito, con l'annessione degli ultimi due anni del ginnasio, il liceo classico)
- il liceo scientifico (4 anni)
- il liceo femminile (3 anni)
- l'istituto tecnico, articolato in un corso inferiore, quadriennale, seguito da corso superiore, quadriennale;
- l'istituto magistrale, articolato in un corso inferiore, quadriennale, e in un corso superiore, triennale, destinato alla preparazione delle maestre di scuola elementare;
- la scuola complementare di avviamento professionale, triennale, al termine della quale non era possibile iscriversi ad alcun'altra scuola (riordinata con legge n. 889 del 15 giugno 1931).

I contenuti principali del Regio Decreto n. 1054 del 6 maggio 1923 erano in sintesi:
- disciplina dei vari tipi di istituzioni scolastiche, statali, private e parificate;
- creazione dell'istituto magistrale della durata di 4 anni, per la formazione dei futuri insegnanti elementari, sostituendo le scuole normali;
- all'istituto magistrale: assenza di un periodo di tirocinio scolastico con l'assistenza di docenti già abilitati al ruolo, unione delle cattedre di pedagogia e filosofia in un'unica docenza, mentre la psicologia non era più materia di insegnamento;
- voti di profitto e di condotta deliberati dal Collegio dei Professori a gennaio e giugno (art. 80)
- obbligo di una valutazione di 6/10 in ogni materia o in ogni gruppo di materie affini (e di un voto in condotta pari ad almeno 8/10) per l'ammissione e per il superamento degli esami di licenza/ idoneità/ maturità (art. 81 e 82)
- l'ammissione ad un esame durante la sessione autunnale, comunemente chiamato Esame di riparazione[15]: chi nello scrutinio finale per la promozione o in qualsiasi esame del luglio abbia conseguito meno di sei decimi in due materie o gruppi di materie o non abbia potuto nel luglio cominciare o compiere l'esame scritto o presentarsi all'orale, è ammesso a sostenere o ripetere le relative prove nella sessione autunnale (art. 83).
- una classe poteva essere frequentata al massimo per due volte (art. 84), che comporta un numero massimo di due bocciature
- esonero totale o parziale dalle tasse scolastiche per più bisognosi (art. 96)

Nel nuovo sistema scolastico così disegnato, l'accesso all'università era consentito dal liceo classico o dal liceo scientifico: dallo scientifico non si poteva accedere a Lettere e Filosofia ed alla Facoltà di Giurisprudenza, mentre dal classico era possibile accedere a qualsiasi facoltà ed ateneo italiano.
Scrive Charnitzky che «per liberare, come preannunciato, il ginnasio-liceo classico dal peso degli "incapaci" e degli "inadatti" e per assicurarne lo status elitario di scuola dei ceti superiori, Gentile trasformò il percorso che conduceva alla maturità in una specie di via crucis, difficilmente praticabile senza il sostegno morale e materiale che potevano offrire solo le famiglie dell'alta borghesia o della borghesia intellettuale».

## Aumento delle tasse scolastiche
La riforma condusse a un aumento delle tasse scolastiche per gli studenti medi, «dalle quali erano esentati solamente gli orfani di guerra e i figli di invalidi di guerra: esse passarono a 2410 lire, pari a un incremento del 59%, nei ginnasi-licei e raddoppiarono quasi negli istituti tecnici e negli istituti magistrali raggiungendo rispettivamente 2520 e 1220 lire».
Alla fine del 1923, con la bozza di decreto che portava al quattordicesimo anno di età l'obbligo scolastico, Gentile propose di introdurre una tassa scolastica annuale di 10 lire, da cui erano esentati solo i figli delle famiglie indigenti (pari a circa un quarto degli alunni delle scuole elementari). Secondo Charnitzky la proposta «è di particolare interesse poiché documenta l'intenzione di Gentile di abbandonare uno dei principi fondamentali della politica scolastica liberale, cioè la gratuità dell'istruzione elementare e popolare, che egli considerava un "pregiudizio demagogico"». La proposta venne bocciata perché prevedibilmente impopolare, ma due anni e mezzo più tardi «il progetto di Gentile fu realizzato per vie traverse, tramite cioè l'introduzione della pagella scolastica, che si doveva acquistare pagando una tassa di cinque lire».

## Effetti della riforma sulla popolazione scolastica
L'obiettivo di Gentile di ridurre la popolazione scolastica nelle scuole medie e superiori fu ampiamente conseguito. Scrive Charnitzky che, mentre «al momento dell'entrata in carica di Gentile, le scuole secondarie pubbliche erano frequentate da un totale di 277 686 alunni, nell'anno scolastico 1923-24 il loro numero passò a 223 840 e in quello seguente a 185 674, diminuendo cioè rispettivamente del 19,4 e del 17,1%». Osserva lo stesso autore che nei due anni dopo la riforma, «in un periodo in cui la diminuzione della natalità dovuta alla guerra non poteva ancora ripercuotersi sulla frequenza delle scuole secondarie, la popolazione scolastica delle scuole medie pubbliche si era ridotta di un terzo». Fra il 1925-26 e il 1928-29 anche le iscrizioni all'università diminuirono del 10,7%.
Alla fine degli anni Venti era invece aumentato (dal 76,5% del 1921-22 all'86,8% dei sottoposti all'obbligo scolastico) il numero degli iscritti alle scuole elementari; tuttavia «ancora all'inizio degli anni Trenta circa un quarto dei bambini di età compresa fra i 6 e i 14 anni non frequentava regolarmente la scuola». Gli effetti furono più modesti di quelli attesi anche perché non fu realizzato l'incremento sensibile delle spese per l'insegnamento elementare che sarebbe stato necessario. «La somma totale di 798 milioni di lire che il bilancio finanziario per l'anno 1924-25 del Ministero della Pubblica istruzione, il primo dopo la riforma, destinava all'istruzione elementare costituiva, sì, un aumento effettivo del 14,1% rispetto all'anno precedente, ma era molto lontana dal poter far fronte alle reali esigenze della scuola primaria».
Ebbe uno sviluppo positivo l'educazione prescolastica. Nel 1929 il numero degli asili infantili era aumentato del 62% rispetto al numero rilevato prima della riforma, mentre il numero dei bambini iscritti era aumentato del 53%.

## Analisi
La riforma promossa da Gentile intendeva ridare una fondazione in senso idealistico della pedagogia, negandone i nessi con la psicologia e con l'etica: nel suo pensiero l'istruzione doveva essere intesa come un divenire dello spirito stesso, il quale realizzava così la propria autonomia.
Si trattava di un sistema che riprendeva molti aspetti della vecchia legge Casati, anche per quanto riguarda l'accesso all'università: solo i diplomati del liceo classico avrebbero potuto frequentare tutte le facoltà universitarie, mentre ai diplomati del liceo scientifico sarebbe stato possibile accedere alle sole facoltà tecnico-scientifiche (erano quindi precluse le facoltà di Giurisprudenza e di Lettere e Filosofia). Per quanto riguarda gli altri diplomati, quelli dell'istituto tecnico potevano accedere alle facoltà di Economia, Agraria e Scienze statistiche, i diplomati magistrali accedevano alla Facoltà del Magistero. Alla base di questa impostazione c'era una concezione aristocratica della cultura e dell'istruzione: una scuola superiore riservata a pochi, considerati i migliori, vista come strumento di selezione della futura classe dirigente. Una prima critica rispetto a questa impostazione elitaria provenne nel 1925 dal senatore Luigi Credaro, già Ministro della pubblica istruzione del Regno d'Italia nel periodo 1910-1914.
Il maschilismo della riforma spicca nella istituzione del liceo femminile, che «aveva il compito di perfezionare la cultura generale delle giovani che avevano frequentato quattro anni di scuola media di primo grado [...], ma non offriva né un diploma utilizzabile nella vita professionale, né la possibilità di accedere agli studi superiori». Secondo Charnitzky questa scuola «non costituì mai un'alternativa ai licei veri e propri o all'istituto magistrale, rimase impopolare e in breve tempo si rivelò essere il più grande fiasco della riforma». Furono realizzate solo dieci scuole delle venti progettate, ma anch'esse furono presto chiuse per la scarsità delle iscrizioni e scomparvero del tutto nell'anno scolastico 1928-29.
Il maggiore spazio dato nella scuola gentiliana alle materie umanistico-filosofiche a scapito di quelle scientifiche non fu esente da critiche anche al tempo della sua approvazione, sia da parte di oppositori del regime sia da parte di studiosi: contrari furono per esempio diversi membri dell'Accademia dei Lincei, che ritenevano un errore allontanare gli allievi, soprattutto i più giovani, dal rigore e dalla precisione insita nelle materie scientifiche, per far seguire loro invece una visione più astratta e non ben definita legata alle varie correnti del pensiero filosofico.
Era previsto che la religione cattolica fosse insegnata obbligatoriamente a livello primario; Gentile riteneva infatti che tutti i cittadini dovessero possedere una conoscenza religiosa, soprattutto egli sosteneva che la dottrina religiosa fosse il maggior traguardo intellettuale per le classi popolari per le quali era sostanzialmente concepito il ciclo della scuola elementare. Gentile, tuttavia, riteneva che per la formazione dell'élite della nazione, compito affidato ai licei, non servisse più lo studio della religione (relegata al rango di cultura popolare) ma fosse necessario lo studio della filosofia che rappresentava il più alto traguardo intellettuale nell'istruzione di un cittadino della futura classe dirigente; per questo nei licei venne reso obbligatorio lo studio della filosofia e non quello della religione. Tuttavia, nel 1929 dopo la firma dei Patti Lateranensi, la Chiesa ottenne che lo studio della religione cattolica (divenuta con tale concordato religione di Stato) fosse esteso anche ai licei, contrariando lo stesso Gentile.
Dal punto di vista strutturale, Gentile concepisce l'organizzazione della scuola secondo un ordinamento gerarchico e centralistico. Una scuola di tipo aristocratico, cioè pensata e dedicata "ai migliori" e non a tutti e rigidamente suddivisa a livello secondario in un ramo classico-umanistico per i dirigenti e in un ramo professionale per il popolo e la classe lavoratrice. Le scienze naturali e la matematica furono messe in secondo piano, mentre le discipline tecniche ad esse correlate avevano la loro importanza solo a livello professionale.
Dal punto di vista didattico, scrive Charnitzky, i nuovi programmi «stabilirono una gerarchia delle materie, che attribuiva una posizione di preminenza all'italiano e al latino davanti alla storia e alla filosofia, mentre le discipline scientifiche, simili a "valletti", dovevano accontentarsi dell'ultimo posto anche nel liceo scientifico». L'introduzione del latino come materia fondamentale anche nelle scuole tecnico-professionali «non serviva solo a trasmettere un solido bagaglio culturale, ma aveva allo stesso tempo una funzione selettiva». 
Secondo lo studioso Aldo Lo Schiavo, l'impostazione della riforma per quanto riguardava i programmi didattici «era quella di dare indicazione soltanto dei punti di arrivo e lasciar liberi sul modo di pervenirvi; in conseguenza si stabilivano solo programmi di esame al posto di programmi d'insegnamento per classi. Questa libertà didattica era tuttavia, almeno in parte, compromessa dalla funzione preminente conferita al preside, di nomina ministeriale e capo dell'istituto; ciò sarebbe stato presto facile esca per l'involuzione in senso autoritario della gestione scolastica».
Per Charnitzky «Gentile aveva concepito un sistema scolastico che non teneva sufficientemente conto della realtà economica di una società industriale di massa in via di formazione». Il suo ordinamento scolastico «era articolato in funzione delle esigenze di un'élite borghese, del reclutamento di un'aristocrazia del sapere, il cui status andava difeso per mezzo di un sistema di selezione e di qualificazione che fungeva da barriera sociale»; la riforma, «cercando di frenare, se non bloccare la mobilità sociale dei ceti medio bassi attraverso la scuola», colpiva anche le aspirazioni della media e piccola borghesia che costituiva un'importante base di consenso per il regime; perciò negli anni successivi il regime attuò una serie di "ritocchi" alla riforma, mediante i quali «il regime adeguò a poco a poco la riforma alle esigenze dei gruppi sociali contro cui essa era diretta».

## Modifiche successive
La riforma Gentile come approvata nel 1923 non sopravvisse che pochi anni: dopo i Patti Lateranensi le idee del filosofo vennero considerate troppo laiche, mentre Mussolini la considerò successivamente "un errore dovuto ai tempi e alla forma mentis dell'allora ministro", in quanto una scuola che trasmetteva ideali borghesi e sfornava troppi laureati. L'opera di smantellamento dei vari decreti era già ben avviata nell'autunno del 1928 tanto che lo stesso ex ministro pubblicò una propria presa di posizione sul Corriere, ma senza risultato: i "ritocchi", come definiti dall'Osservatore Romano, si protrassero sino al luglio del 1933.
Anche questa sistemazione, giudicata "definitiva" dallo stesso Mussolini, non sopravvisse al cambiamento di mentalità del dittatore seguito alla conclusione della campagna d'Etiopia. I cambiamenti che si volevano apportare furono delineati in "La carta della scuola" (1939), una proposta di riforma complessiva del sistema scolastico ad opera dell'allora ministro della pubblica istruzione Giuseppe Bottai che, però, a causa dello scoppio della seconda guerra mondiale, rimase in gran parte sulla carta. Solo dopo la Liberazione e dopo vari anni dalla fondazione della Repubblica italiana fu varata la legge n. 1859 del 31 dicembre 1962, che riformava in modo complessivo la scuola media e l'istruzione professionale.